# Атомистика
Атомистика је наука о атомима — област која изучава структуру атома, законитости његове грађе, законитости кретања атома као целине, као и његових саставних делића.
Реч атом долази од старогрчког придева atomos, што значи „недељив”. Хемичари из 19. века почели су да користе тај појам у вези са све већим бројем неодредивих хемијских елемената. На прелазу у 20. век, кроз разне експерименте са електромагнетизмом и радиоактивношћу, физичари су открили да је такозвани „недељиви атом” заправо конгломерат различитих субатомских честица (углавном електрона, протона и неутрона) који могу постојати одвојено једни од других. Заправо, у одређеним екстремним окружењима, попут неутронских звезда, екстремна температура и притисак спречавају постојање атома у потпуности.
Атомистика је првобитно био назив истраживачког правца из 19. века чији су поборници веровали да је материја дискретне, атомистичке природе. Данас су атомистичке идеје општеприхваћене па пошто то није неопходно наглашавати назив је изашао из употребе. На универзитетима широм света Атомистика се предаје у оквиру Модерне физике. На Факултету за физичку хемију у Беграду и данас постоји предмет који се зове Атомистика. Први предавач био је Павле Савић.

## Историја
Дуго се сматрало да је материја континуалне (непрекинуте) природе, што потиче још од Анаксагоре (око 500 - 428. п. н. е.). Друкчији поглед, да је природа материје дискретна (дисконтинуална) изнео је Демокрит (око 460 - 370. п. н. е.) који је најмање састојке материје назвао атомима (атомос - гр. недељив). Према првом схватању објект може да се дели на делове безгранично. Према другом, процес дељења не може да се одвија даље након што се достигну димензије атома. Демокритов атомизам су рафинирали и даље разрадили познији грчки филозоф Епикур (341 - 270 пне) и римски епикурејски песник Лукреције (око 99 - 55 пне). Током раног средњег века, атомизам је у западној Европи био углавном заборављен. Током 12. века, атомизам је постао познат у западној Европи по референци на њега у новооткривеним списима Аристотела.
Дискусија међу грчким филозофима остала је без резултата иако је била веома жива. Ни за једно гледиште није било експерименталне, искуствене потврде. Растућа вера геометричара да је простор непрекидан дала је тежину теорији о непрекидној грађи материје. Међутим ни тада, идеје о дискретној, честичној структури материје нису у потпуности биле одбачене. Оне су добиле јасну подршку Лукреција (97 - 55. п. н. е.) у познатом делу „О природи ствари“ и многих послеренесансних научника укључујући Исака Њутна и Руђера Бошковића (1711 - 1787). Међутим, тек су хемичари око 1800. године пружили прве експерименталне доказе о исправности таквог схватања.
У 18. веку неколицина хемичара бавила се испитивањем особина гасова и били су познати под именом „пнеуматски хемичари“. Између осталих то су били Џозеф Блек, Џозеф Пристли, Хенри Кевендиш, Џон Далтон, Карл Вилхелм Шеле и Антоан Лавоазје. Савремена теорија о атомској структури материје настала је из истраживања ове групе хемичара.
Нешто после 1850. године, интерес за особине гасова и њихово истраживање показали су и физичари, што је довело до развоја кинетичке теорије гасова коју су утемељили Џејмс Клерк Максвел и Лудвиг Болцман. У тој теорији, која и данас важи, претпоставља се да се гасови састоје од малих честица, атома или молекула, које се налазе у стању непрекидног, хаотичног кретања.
Атомистички поглед превладао је тек после дуготрајне борбе са “енергетичарима”, како су називани противници атомске хипотезе. Упркос многим доказима о постојању атома многи су атомистику сматрали “интересантном хипотезом, допустивом са становишта наше спознајне моћи”. Одбијање атомске хипотезе од стране филозофа 19. века оставило је трага и на научнике тога доба од којих су многи пружали жесток отпор. На пример, Шопенхауер је атоме сматрао ничим другим до “измишљотином апотекара незналица”, док је Мах “атомистичаре” називао “удружењем верника”, мисле•и на недостатак очигледног доказа о постојању атома. Мах је свакоме ко би му се обратио бране•и атомистичку хипотезу одговарао питањем: “Да ли сте икада лично видели атом?” Међутим, када је 1910. године видео сцинтилације алфа честица на флуоросцентном заклону, признао је, са резервом, да најзад верује у постојање атома.
Слично Маху и најтврдокорнији противници атомске хипотезе, притиснути новим доказима, полако су прихватали стварност постојања атома. То се десило на прелазу из 19. у 20. век, много пре истека 300 година колико је у очају предсказао Болцман, који је на крају, несхваћен од својих савременика, сам себи прекратио живот. Игром судбине, само неколико година касније, његове идеје постале су опште прихва•ене и неизмењене до данашњих дана.
Тако је идеја о честичној природи материје постала опште прихва•ена, иако се о самим атомима веома мало знало. Због тога је главна брига физичара с краја 19. века била утврђивање унутрашње структуре атома. Историјски гледано, истраживања су се одвијала у три паралелна правца која је године 1913. ујединио Нилс Бор у виду чувених постулата и модела атома.
Прва група у којој се истицао Џозеф Џон Томсон испитивала је електрично пражњење у гасовима. Године 1897. Томсон је показао да се катодни зраци састоје од малих негативно наелектрисаних честица - електрона. То је први састојак атома који је био установљен. Присуство електрона опажено је касније и у неким другим појавама као што су термојонска емисија, фотоелектрични ефекат, x-зрачење и радиоактивност.
Око 1910. године Томсон је испитивао слабе позитивне зраке и показао да се састоје од позитивних честица чија маса далеко превазилази масу електрона. Он је правилно закључио да те честице представљају остатак атома после одласка електрона са њега.
Пре Томсона атом је замишљан као мала билијарска кугла. Томсон није само одредио апсолутну масу те кугле, већ је установио да мале, негативно наелектрисане честице могу да се одвоје од ње, остављајући јој позитивно наелектрисање. На основу тога Томсон је предложио "plum puding" (пудинг од шљива) модел атома. Без обзира на бројне слабости, Томсонов модел имао је огроман значај јер је први пут указано на постојање унутрашње структуре атома.
Друга значајна група истраживача бавила се појавом природне радиоактивности коју је открио 1896. године Анри Бекерел (Henri Becquerel, 1852 - 1908). Кључну улогу у овој групи одиграо је Радерфорд, мада треба да се нагласи да су Пјер и Марија Кири (Piere Curie, 1859 - 1906) били истакнути чланови групе и у највећој мери заслужни су за развој метода за екстраховање и концентровање природно радиоактивног материјала. (А. Бекерел и Марија и Пјер Кири су су 1903. године добили Нобелову награду за физику. Сама Марија Кири 1911. поново је добила Нобелову награду, овога пута за хемију).
Радиоактивност представља распад атома. За време распада емитују се три врсте зрачења: алфа, бета и гама. Радерфорд је први утврдио разлику између њих и испитао њихове особине. Показао је да алфа зраке сачињава млаз позитивно наелектрисаних честица, чијим је расејавањем на танким златним фолијама поставио нуклеарни модел атома, 1911. године.
Трећа група истраживача у којој је водећу улогу имао Макс Планк (Max Planck, 1858 - 1947) испитивала је законе зрачења црног тела. Најважније откриће те групе јесте да се емисија зрачења одвија у квантима, тј. испрекидано, а не непрекидно као што је то предвиђала класична теоријска физика.
Године 1913. на сцену је ступио Нилс Бор који је, објединивши резултате сва три правца истраживања, предложио модел атома којим је поставио темеље данашњег схватања структуре атома. Од прве групе он је усвојио постојање и особине електрона, од друге нуклеарну структуру атома, а од треће чињеницу да атом емитује светлост у квантима, а не непрекидно.
Тако је из атомистичке идеје израсла савремена наука.